# Премия Энгеля
Премия Энгеля (ивр. פרס אנגל‎) — награда, вручаемая от имени муниципалитета Тель-Авива, присуждаемая с 1945 года выдающимся музыкантам в области музыкального творчества или исследований, постоянным местом жительства которых является Израиль.

## История

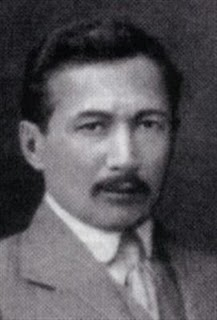
Йоэль Энгель

В период с 1945 по 1960 год награда вручалась ежегодно, после чего частота вручения по времени подвергалась изменениям. В последнем обновлении правил награждения на 2017 год муниципалитет Тель-Авива определил, что награда будет присуждаться каждые два года.
Премия Энгеля увековечивает имя Йоэля Энгеля, композитора и исследователя еврейской музыки и еврейского пения, годами занимавшегося этой деятельностью в России, а затем, с 1924 года, в Земле Израиля, вплоть до своей смерти в 1927 году. Муниципальный совет Тель-Авива принял решение об учреждении этой премии на своем заседании 17 декабря 1944 года. Награждение премией проводится в следующих секциях: премия за музыкальное творчество, премия за музыкальные исследования, премия для музыкальных учреждений, а также премия по еврейскому пению имени Йосефа Алкони.
Среди получателей наград на протяжении многих лет есть известные создатели, исследователи и учреждения в области музыки в Израиле . Ниже приведен неполный список лауреатов премии.

## Обладатели премии Элькониеврейскому певцув рамках премии Энгеля
Среди получателей награды за эти годы были те, кто получал награду несколько раз, в том числе Бен-Хаим, Сточевский, Сетер, Партош, Таль и Штернберг.